# Prémio Screen Actors Guild de melhor atriz principal em cinema
O prémio Screen Actors Guild Award para Melhor Actriz/Atriz (principal) em cinema é dado pelo sindicato americano Screen Actors Guild para honrar as melhores interpretações de atrizes no cinema num papel principal.
Notas:
- "†" indica a vencedora do Óscar de Melhor Atriz.
- "‡" indica uma indicada ao Óscar de Melhor Atriz ou Melhor Atriz Coadjuvante.
- "§" indica a vencedora do Óscar de Melhor Atriz Coadjuvante pelo mesmo papel.

## Vencedoras e nomeadas/indicadas

### Anos 1990
| Ano  | Vencedoras e indicadas | Filme                         | Papel                            |
| ---- | ---------------------- | ----------------------------- | -------------------------------- |
| 1995 | Jodie Foster ‡         | Nell                          | Nell Kellty                      |
| 1995 | Jessica Lange †        | Blue Sky                      | Carly Marshall                   |
| 1995 | Meg Ryan               | When a Man Loves a Woman      | Alice Green                      |
| 1995 | Susan Sarandon ‡       | The Client                    | Reggie Love                      |
| 1995 | Meryl Streep           | The River Wild                | Gail Hartman                     |
| 1996 | Susan Sarandon †       | Dead Man Walking              | Helen Prejean                    |
| 1996 | Joan Allen             | Nixon                         | Pat Nixon                        |
| 1996 | Elisabeth Shue ‡       | Leaving Las Vegas             | Sera                             |
| 1996 | Meryl Streep ‡         | The Bridges of Madison County | Francesca Johnson                |
| 1996 | Emma Thompson ‡        | Sense and Sensibility         | Elinor Dashwood                  |
| 1997 | Frances McDormand †    | Fargo                         | Marge Gunderson                  |
| 1997 | Brenda Blethyn ‡       | Secrets & Lies                | Cynthia Rose Purley              |
| 1997 | Diane Keaton ‡         | Marvin's Room                 | Bessie                           |
| 1997 | Gena Rowlands          | Unhook the Stars              | Mildred                          |
| 1997 | Kristin Scott Thomas ‡ | The English Patient           | Katharine Clifton                |
| 1998 | Helen Hunt †           | As Good as It Gets            | Carol Connelly                   |
| 1998 | Helena Bonham Carter ‡ | The Wings of the Dove         | Kate Croy                        |
| 1998 | Judi Dench ‡           | Mrs. Brown                    | Rainha Victoria do Reino Unido   |
| 1998 | Pam Grier              | Jackie Brown                  | Jackie Brown                     |
| 1998 | Kate Winslet ‡         | Titanic                       | Rose DeWitt Bukater              |
| 1998 | Robin Wright           | She's So Lovely               | Maureen Murphy Quinn             |
| 1999 | Gwyneth Paltrow †      | Shakespeare in Love           | Viola De Lesseps                 |
| 1999 | Cate Blanchett ‡       | Elizabeth                     | Rainha Elizabeth I de Inglaterra |
| 1999 | Jane Horrocks          | Little Voice                  | Little Voice                     |
| 1999 | Meryl Streep ‡         | One True Thing                | Kate Gulden                      |
| 1999 | Emily Watson ‡         | Hilary and Jackie             | Jacqueline du Pré                |

### Anos 2000
| Ano  | Vencedora e indicadas/nomeadas | Filme                                              | Personagem                                |
| ---- | ------------------------------ | -------------------------------------------------- | ----------------------------------------- |
| 2000 | Annette Bening ‡               | American Beauty                                    | Carolyn Burnham                           |
| 2000 | Janet McTeer ‡                 | Tumbleweeds                                        | Mary Jo Walker                            |
| 2000 | Julianne Moore ‡               | The End of the Affair                              | Sarah Miles                               |
| 2000 | Meryl Streep ‡                 | Music of the Heart                                 | Roberta Guaspari                          |
| 2000 | Hilary Swank †                 | Boys Don't Cry                                     | Brandon Teena                             |
| 2001 | Julia Roberts †                | Erin Brockovich                                    | Erin Brockovich                           |
| 2001 | Joan Allen ‡                   | The Contender                                      | Laine Billings Hanson                     |
| 2001 | Juliette Binoche ‡             | Chocolat                                           | Vianne Rocher                             |
| 2001 | Ellen Burstyn ‡                | Requiem for a Dream                                | Sara Goldfarb                             |
| 2001 | Laura Linney ‡                 | You Can Count on Me                                | Samantha "Sammy" Prescott                 |
| 2002 | Halle Berry †                  | Monster's Ball                                     | Leticia Musgrove                          |
| 2002 | Jennifer Connelly §            | A Beautiful Mind                                   | Alicia Nash                               |
| 2002 | Judi Dench ‡                   | Iris                                               | Iris Murdoch                              |
| 2002 | Sissy Spacek ‡                 | In the Bedroom                                     | Ruth Fowler                               |
| 2002 | Renée Zellweger ‡              | Bridget Jones's Diary                              | Bridget Jones                             |
| 2003 | Renée Zellweger ‡              | Chicago                                            | Roxie Hart                                |
| 2003 | Salma Hayek ‡                  | Frida                                              | Frida Kahlo                               |
| 2003 | Nicole Kidman †                | The Hours                                          | Virginia Woolf                            |
| 2003 | Diane Lane ‡                   | Unfaithful                                         | Constantine "Connie" Sumner               |
| 2003 | Julianne Moore ‡               | Far from Heaven                                    | Cathy Whitaker                            |
| 2004 | Charlize Theron †              | Monster                                            | Aileen Wuornos                            |
| 2004 | Patricia Clarkson              | The Station Agent                                  | Olivia Harris                             |
| 2004 | Diane Keaton ‡                 | Something's Gotta Give                             | Erica Barry                               |
| 2004 | Naomi Watts ‡                  | 21 Grams                                           | Cristina Peck                             |
| 2004 | Evan Rachel Wood               | Thirteen                                           | Tracy Louise Freeland                     |
| 2005 | Hilary Swank †                 | Million Dollar Baby                                | Maggie Fitzgerald                         |
| 2005 | Annette Bening ‡               | Being Julia                                        | Julia Lambert                             |
| 2005 | Catalina Sandino Moreno ‡      | Maria, llena eres de gracias (Maria Full of Grace) | María Álvarez                             |
| 2005 | Imelda Staunton ‡              | Vera Drake                                         | Vera Drake                                |
| 2005 | Kate Winslet ‡                 | Eternal Sunshine of the Spotless Mind              | Clementine Kruczynski                     |
| 2006 | Reese Witherspoon †            | Walk the Line                                      | June Carter                               |
| 2006 | Judi Dench ‡                   | Mrs. Henderson Presents                            | Laura Henderson                           |
| 2006 | Felicity Huffman ‡             | Transamerica                                       | Stanley Schupak / Sabrina "Bree" Osbourne |
| 2006 | Charlize Theron ‡              | North Country                                      | Josey Aimes                               |
| 2006 | Ziyi Zhang                     | Memoirs of a Geisha                                | Chiyo Sakamoto / Sayuri Nitta             |
| 2007 | Helen Mirren †                 | The Queen                                          | Rainha Elizabeth II do Reino Unido        |
| 2007 | Penélope Cruz ‡                | Volver                                             | Raimunda                                  |
| 2007 | Judi Dench ‡                   | Notes on a Scandal                                 | Barbara Covett                            |
| 2007 | Meryl Streep ‡                 | The Devil Wears Prada                              | Miranda Priestly                          |
| 2007 | Kate Winslet ‡                 | Little Children                                    | Sarah Pierce                              |
| 2008 | Julie Christie ‡               | Away from Her                                      | Fiona Anderson                            |
| 2008 | Cate Blanchett ‡               | Elizabeth: The Golden Age                          | Rainha Elizabeth I da Inglaterra          |
| 2008 | Marion Cotillard †             | La môme (La Vie En Rose)                           | Edith Piaf                                |
| 2008 | Angelina Jolie                 | A Mighty Heart                                     | Mariane Pearl                             |
| 2008 | Ellen Page ‡                   | Juno                                               | Juno MacGuff                              |
| 2009 | Meryl Streep ‡                 | Doubt                                              | Aloysius Beauvier                         |
| 2009 | Anne Hathaway ‡                | Rachel Getting Married                             | Kym                                       |
| 2009 | Angelina Jolie ‡               | Changeling                                         | Christine Collins                         |
| 2009 | Melissa Leo ‡                  | Frozen River                                       | Ray Eddy                                  |
| 2009 | Kate Winslet                   | Revolutionary Road                                 | April Wheeler                             |

### Anos 2010
| Ano  | Vencedora e indicadas/nomeadas | Filme                                     | Personagem                      |
| ---- | ------------------------------ | ----------------------------------------- | ------------------------------- |
| 2010 | Sandra Bullock †               | The Blind Side                            | Leigh Anne Tuohy                |
| 2010 | Helen Mirren ‡                 | The Last Station                          | Sofya Tolstoy                   |
| 2010 | Carey Mulligan ‡               | An Education                              | Jenny Miller                    |
| 2010 | Gabourey Sidibe ‡              | Precious                                  | Claireece "Precious" Jones      |
| 2010 | Meryl Streep ‡                 | Julie & Julia                             | Julia Child                     |
| 2011 | Natalie Portman †              | Black Swan                                | Nina Sayers                     |
| 2011 | Annette Bening ‡               | The Kids Are All Right                    | Nicole "Nic" Allgood            |
| 2011 | Nicole Kidman ‡                | Rabbit Hole                               | Becca Corbett                   |
| 2011 | Jennifer Lawrence ‡            | Winter's Bone                             | Ree Dolly                       |
| 2011 | Hilary Swank                   | Conviction                                | Betty Anne Waters               |
| 2012 | Viola Davis ‡                  | The Help                                  | Aibileen Clark                  |
| 2012 | Glenn Close ‡                  | Albert Nobbs                              | Albert Nobbs                    |
| 2012 | Meryl Streep †                 | The Iron Lady                             | Margaret Thatcher               |
| 2012 | Tilda Swinton                  | We Need to Talk About Kevin               | Eva Katchadourian               |
| 2012 | Michelle Williams ‡            | My Week with Marilyn                      | Marilyn Monroe                  |
| 2013 | Jennifer Lawrence †            | Silver Linings Playbook                   | Tiffany Maxwell                 |
| 2013 | Jessica Chastain ‡             | Zero Dark Thirty                          | Maya                            |
| 2013 | Marion Cotillard               | De rouille et d'os (Rust and Bone)        | Stéphanie                       |
| 2013 | Helen Mirren                   | Hitchcock                                 | Alma Reville                    |
| 2013 | Naomi Watts ‡                  | The Impossible                            | Maria Belon                     |
| 2014 | Cate Blanchett †               | Blue Jasmine                              | Jeanette "Jasmine" Francis      |
| 2014 | Sandra Bullock ‡               | Gravity                                   | Dra. Ryan Stone                 |
| 2014 | Judi Dench ‡                   | Philomena                                 | Philomena Lee                   |
| 2014 | Emma Thompson                  | Saving Mr. Banks                          | P. L. Travers                   |
| 2014 | Meryl Streep ‡                 | August: Osage County                      | Violet Weston                   |
| 2015 | Julianne Moore †               | Still Alice                               | Dra. Alice Howland              |
| 2015 | Jennifer Aniston               | Cake                                      | Claire Simmons                  |
| 2015 | Felicity Jones ‡               | The Theory of Everything                  | Jane Wilde Hawking              |
| 2015 | Rosamund Pike ‡                | Gone Girl                                 | Amy Dunne                       |
| 2015 | Reese Witherspoon ‡            | Wild                                      | Cheryl Strayed                  |
| 2016 | Brie Larson †                  | Room                                      | Joy "Ma" Newsome                |
| 2016 | Cate Blanchett ‡               | Carol                                     | Carol Aird                      |
| 2016 | Helen Mirren                   | Woman in Gold                             | Maria Altmann                   |
| 2016 | Saoirse Ronan ‡                | Brooklyn                                  | Ellis Lacey                     |
| 2016 | Sarah Silverman                | I Smile Back                              | Lacey Brooks                    |
| 2017 | Emma Stone †                   | La La Land                                | Mia Dolan                       |
| 2017 | Amy Adams                      | Arrival                                   | Dra. Louise Banks               |
| 2017 | Emily Blunt                    | The Girl on the Train                     | Rachel Watson                   |
| 2017 | Natalie Portman ‡              | Jackie                                    | Jacqueline Kennedy              |
| 2017 | Meryl Streep ‡                 | Florence Foster Jenkins                   | Florence Foster Jenkins         |
| 2018 | Frances McDormand †            | Three Billboards Outside Ebbing, Missouri | Mildred Hayes                   |
| 2018 | Judi Dench                     | Victoria & Abdul                          | Rainha Victoria do Reino Unido  |
| 2018 | Sally Hawkins ‡                | The Shape of Water                        | Elisa Esposito                  |
| 2018 | Margot Robbie ‡                | I, Tonya                                  | Tonya Harding                   |
| 2018 | Saoirse Ronan ‡                | Lady Bird                                 | Christine "Lady Bird" McPherson |
| 2019 | Glenn Close ‡                  | The Wife                                  | Joan Castleman                  |
| 2019 | Emily Blunt                    | Mary Poppins Returns                      | Mary Poppins                    |
| 2019 | Olivia Colman †                | The Favourite                             | Rainha Anne da Grã-Bretanha     |
| 2019 | Lady Gaga ‡                    | A Star Is Born                            | Ally Maine                      |
| 2019 | Melissa McCarthy ‡             | Can You Ever Forgive Me?                  | Lee Israel                      |

### Anos 2020
| Ano  | Vencedora e indicadas/nomeadas | Filme                             | Personagem                              |
| ---- | ------------------------------ | --------------------------------- | --------------------------------------- |
| 2020 | Renée Zellweger †              | Judy                              | Judy Garland                            |
| 2020 | Cynthia Erivo ‡                | Harriet                           | Harriet Tubman                          |
| 2020 | Scarlett Johansson ‡           | Marriage Story                    | Nicole Barber                           |
| 2020 | Lupita Nyong'o                 | Us                                | Adelaide Wilson / Red                   |
| 2020 | Charlize Theron ‡              | Bombshell                         | Megyn Kelly                             |
| 2021 | Viola Davis ‡                  | Ma Rainey's Black Bottom          | Ma Rainey                               |
| 2021 | Amy Adams                      | Hillbilly Elegy                   | Beverly "Bev" Vance                     |
| 2021 | Vanessa Kirby ‡                | Pieces of a Woman                 | Martha Weiss                            |
| 2021 | Frances McDormand †            | Nomadland                         | Fern                                    |
| 2021 | Carey Mulligan ‡               | Promising Young Woman             | Cassandra "Cassie" Thomas               |
| 2022 | Jessica Chastain †             | The Eyes of Tammy Faye            | Tammy Faye Messner                      |
| 2022 | Lady Gaga                      | House of Gucci                    | Patrizia Reggiani                       |
| 2022 | Jennifer Hudson                | Respect                           | Aretha Franklin                         |
| 2022 | Nicole Kidman ‡                | Being the Ricardos                | Lucille Ball                            |
| 2022 | Olivia Colman ‡                | The Lost Daughter                 | Leda Caruso                             |
| 2023 | Michelle Yeoh †                | Everything Everywhere All at Once | Evelyn Quan Wang                        |
| 2023 | Cate Blanchett ‡               | Tár                               | Lydia Tár                               |
| 2023 | Viola Davis                    | The Woman King                    | General Nanisca                         |
| 2023 | Ana de Armas ‡                 | Blonde                            | Marilyn Monroe / Norma Jeane Mortenson  |
| 2023 | Danielle Deadwyler             | Till                              | Mamie Till-Bradley                      |
| 2024 | Lily Gladstone ‡               | Killers of the Flower Moon        | Mollie Kyle                             |
| 2024 | Annette Bening ‡               | Nyad                              | Diana Nyad                              |
| 2024 | Margot Robbie                  | Barbie                            | Barbie                                  |
| 2024 | Carey Mulligan ‡               | Maestro                           | Felicia Montealegre                     |
| 2024 | Emma Stone †                   | Poor Things                       | Bella Baxter                            |
| 2025 | Demi Moore ‡                   | The Substance                     | Elisabeth Sparkle                       |
| 2025 | Cynthia Erivo ‡                | Wicked                            | Elphaba Thropp                          |
| 2025 | Karla Sofía Gascón ‡           | Emilia Pérez                      | Emilia Pérez / Juan "Manitas" Del Monte |
| 2025 | Mikey Madison ‡                | Anora                             | Anora "Ani" Mikheevav                   |
| 2025 | Pamela Anderson                | The Last Showgirl                 | Shelly                                  |

## Estatísticas
| Estatística                                           | Actriz/Atriz                                      | Actriz/Atriz | Actriz Secundária/Atriz Coadjuvante                                                                            | Actriz Secundária/Atriz Coadjuvante | Geral                                                                    | Geral |
| ----------------------------------------------------- | ------------------------------------------------- | ------------ | --- | ----------------------------------- | ------------------------------------------------------------------------ | ----- |
| Actriz/Atriz com mais vitórias                        | —                                                 |              | Kate Winslet                                                                                                   | 2                                   | Cate Blanchett, Viola Davis, Helen Mirren, Kate Winslet, Renée Zellweger | 2     |
| Actriz/Atriz com mais nomeações/indicações            | Meryl Streep                                      | 10           | Cate Blanchett, Kate Winslet                                                                                   | 4                                   | Meryl Streep                                                             | 11    |
| Actriz/Atriz com mais nomeações/indicações sem vencer | Judi Dench                                        | 5            | Amy Adams, Catherine Keener, Julianne Moore                                                                    | 3                                   | Amy Adams, Nicole Kidman                                                 | 4     |
| Filme com mais nomeações/indicações                   | —                                                 |              | Almost Famous, Babel, Being John Malkovich, Chicago, Doubt, The Fighter, Forrest Gump, The Help, Up in the Air | 2                                   | Chicago, Doubt, The Help                                                 | 3     |
| Vencedora mais velho                                  | Glenn Close (The Wife, 2018)                      | 71           | Gloria Stuart (Titanic, 1998)                                                                                  | 87                                  | Gloria Stuart (Titanic, 1998)                                            | 87    |
| Nomeada/Indicada mais velho                           | Judi Dench (Victoria & Abdul, 2017)               | 83           | Gloria Stuart (Titanic, 1998)                                                                                  | 87                                  | Gloria Stuart (Titanic, 1998)                                            | 87    |
| Vencedora mais jovem                                  | Jennifer Lawrence (Silver Linings Playbook, 2013) | 22           | Kate Winslet (Sense and Sensibility, 1996)                                                                     | 20                                  | Kate Winslet (Sense and Sensibility, 1996)                               | 20    |
| Nomeada/Indicada mais jovem                           | Evan Rachel Wood (Thirteen, 2004)                 | 16           | Dakota Fanning (I Am Sam, 2002)                                                                                | 7                                   | Dakota Fanning (I Am Sam, 2002)                                          | 7     |

### Indicações múltiplas
10 Indicações
- Meryl Streep (The River Wild (1994), The Bridges of Madison County (1995), One True Thing  (1998), Music of the Heart (1999), The Devil Wears Prada (2006), Doubt (2008), Julie & Julia (2009), The Iron Lady (2011), August: Osage County (2013), Florence Foster Jenkins (2016))

6 Indicações
- Judi Dench (Mrs. Brown (1997), Iris (2001), Mrs. Henderson Presents (2005), Notes on a Scandal (2006), Philomena (2013), Victoria & Abdul (2017))

4 Indicações
- Cate Blanchett (Elizabeth (1998), Elizabeth: The Golden Age (2007), Blue Jasmine (2013), Carol (2015))
- Helen Mirren (The Queen (2006), The Last Station (2009), Hitchcock (2012), Woman in Gold (2015))
- Kate Winslet (Titanic (1997), Eternal Sunshine of the Spotless Mind (2004), Little Children  (2006), Revolutionary Road (2008))

3 Indicações
- Annette Bening (American Beauty (1999), Being Julia (2004), The Kids Are All Right (2010))
- Julianne Moore (The End of the Affair (1999), Far from Heaven (2002), Still Alice (2014))
- Hilary Swank (Boys Don't Cry (1999), Million Dollar Baby (2004), Conviction (2010))

2 Indicações
- Joan Allen (Nixon (1995), The Contender (2000))
- Sandra Bullock (The Blind Side (2009), Gravity (2013))
- Glenn Close (Albert Nobbs (2011), The Wife  (2018))
- Marion Cotillard (La Vie en Rose (2007), Rust and Bone (2012))
- Angelina Jolie (A Mighty Heart (2007), Changeling (2008))
- Diane Keaton (Marvin's Room (1996), Something's Gotta Give (2003))
- Nicole Kidman (The Hours (2002), Rabbit Hole  (2010))
- Jennifer Lawrence (Winter's Bone (2010), Silver Linings Playbook (2012))
- Frances McDormand (Fargo (1996), Three Billboards Outside Ebbing, Missouri (2017))
- Natalie Portman (Black Swan (2010), Jackie (2016))
- Saoirse Ronan (Brooklyn (2015), Lady Bird (2017))
- Susan Sarandon (The Client (1994), Dead Man Walking (1995))
- Charlize Theron (Monster (2003), North Country (2005))
- Emma Thompson (Sense and Sensibility (1995), Saving Mr. Banks (2013))
- Naomi Watts (21 Grams (2003), The Impossible (2012))
- Reese Witherspoon (Walk the Line (2005), Wild (2014))
- Renée Zellweger (Bridget Jones's Diary (2001), Chicago  (2002))